# OU Puppis
OU Puppis (OU Pup) är en ensam stjärna belägen i den södra delen av stjärnbilden Akterskeppet. Den har en högsta skenbar magnitud av ca 4,87 och är synlig för blotta ögat där ljusföroreningar ej förekommer. Baserat på parallax enligt Gaia Data Release 3 på ca 17,36 mas beräknas den befinna sig på ett avstånd av ca 188 ljusår (ca 57,6 parsec) från solen. Den rör sig bort från solen med en heliocentrisk radialhastighet av ca 4,3 km/s.

## Egenskaper

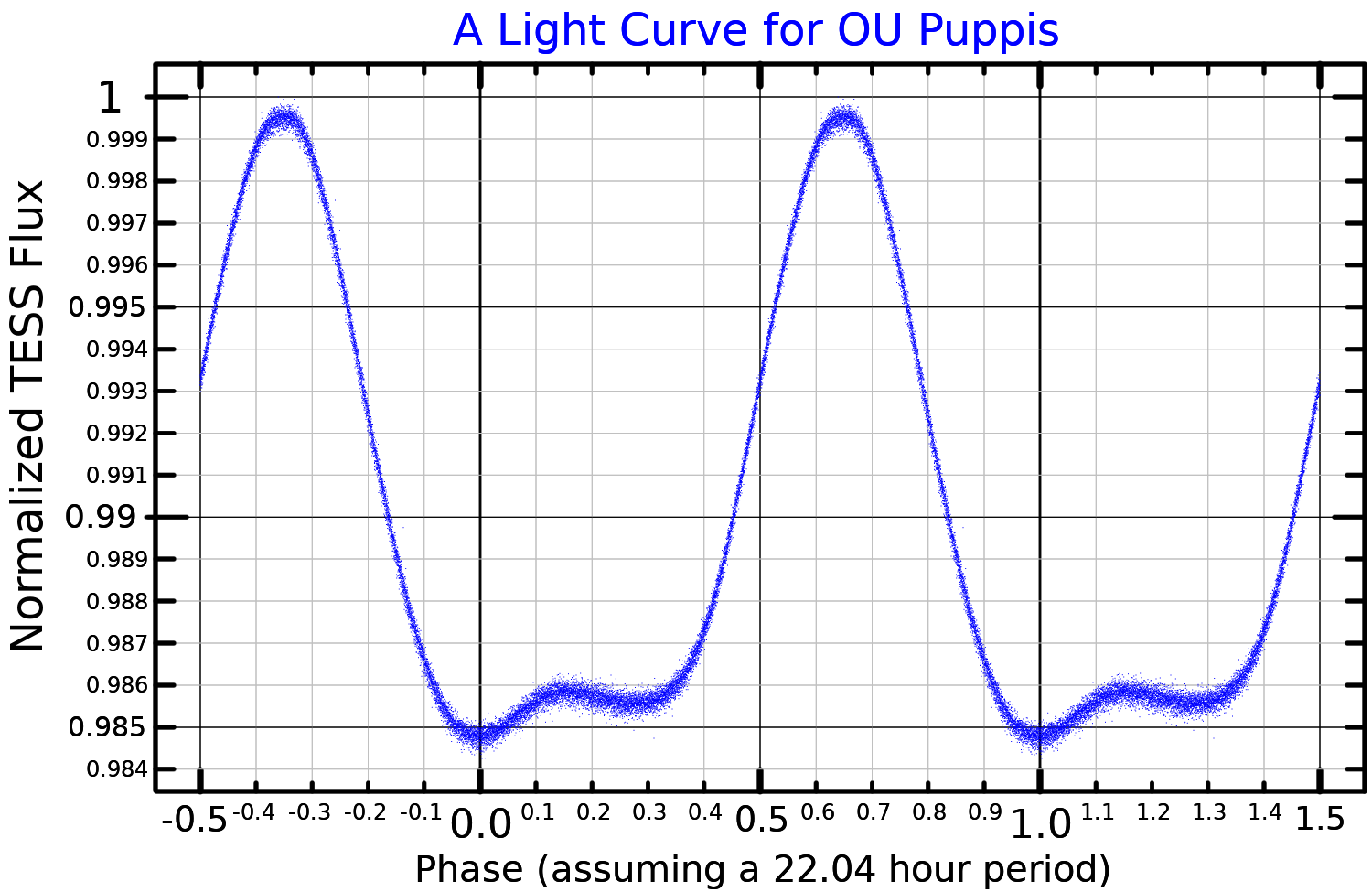
Ljuskurva för OU Puppis, plottad från TESS-data.

OU Puppis är en vit till blå stjärna i huvudserien av  spektralklass A0 pSi, vars spektrum har ovanligt starka linjer av kisel, krom och strontium, vilket gör den till en Ap-stjärna. Den har en massa av ca 2,3 solmassor, en radie av ca 2,2 solradier och utsänder energi från dess fotosfär motsvarande ca 36 gånger solen vid en effektiv temperatur av ca 10 400 K. Stjärnans skenbara magnitud varierar mellan magnituden 4,86 och 4,93 med en period av 0,92 dygn.
Till skillnad från de flesta stjärnpar är numret som är kopplat till Bayer-beteckningen "L" med suffix: L1. Dess mer kända följeslagare L2 Puppis är representerad på liknande sätt.